# بيرثشاير
بيرثشاير محافظة تسجيل ‏ تقع إدارياً ضمن اسكتلندا في المملكة المتحدة.

## أعلام
- روبرت موراي
- روبن روبرتسون
- بيتر جاكسون
- وليام ماكجريجور
- مارغريت تيودور
- روبرت غراهام
- جون روبرتسون